# San Martín de Valdetuéjar
San Martín de Valdetuéjar es una localidad española del municipio de Valderrueda, en la provincia de León, comunidad autónoma de Castilla y León. 

## Localidades limítrofes
Confina con las siguientes localidades:
- Al este con Valderrueda.
- Al noreste con Renedo de Valdetuéjar.
- Al sureste con Taranilla.
- Al suroeste con Robledo de la Guzpeña.

## Demografía
Evolución de la población
| Gráfica de evolución demográfica de San Martín de Valdetuéjar entre 2000 y 2017 |
|                                                                                 |
| Población de derecho (2000-2017) según el padrón municipal del INE              |

## Historia

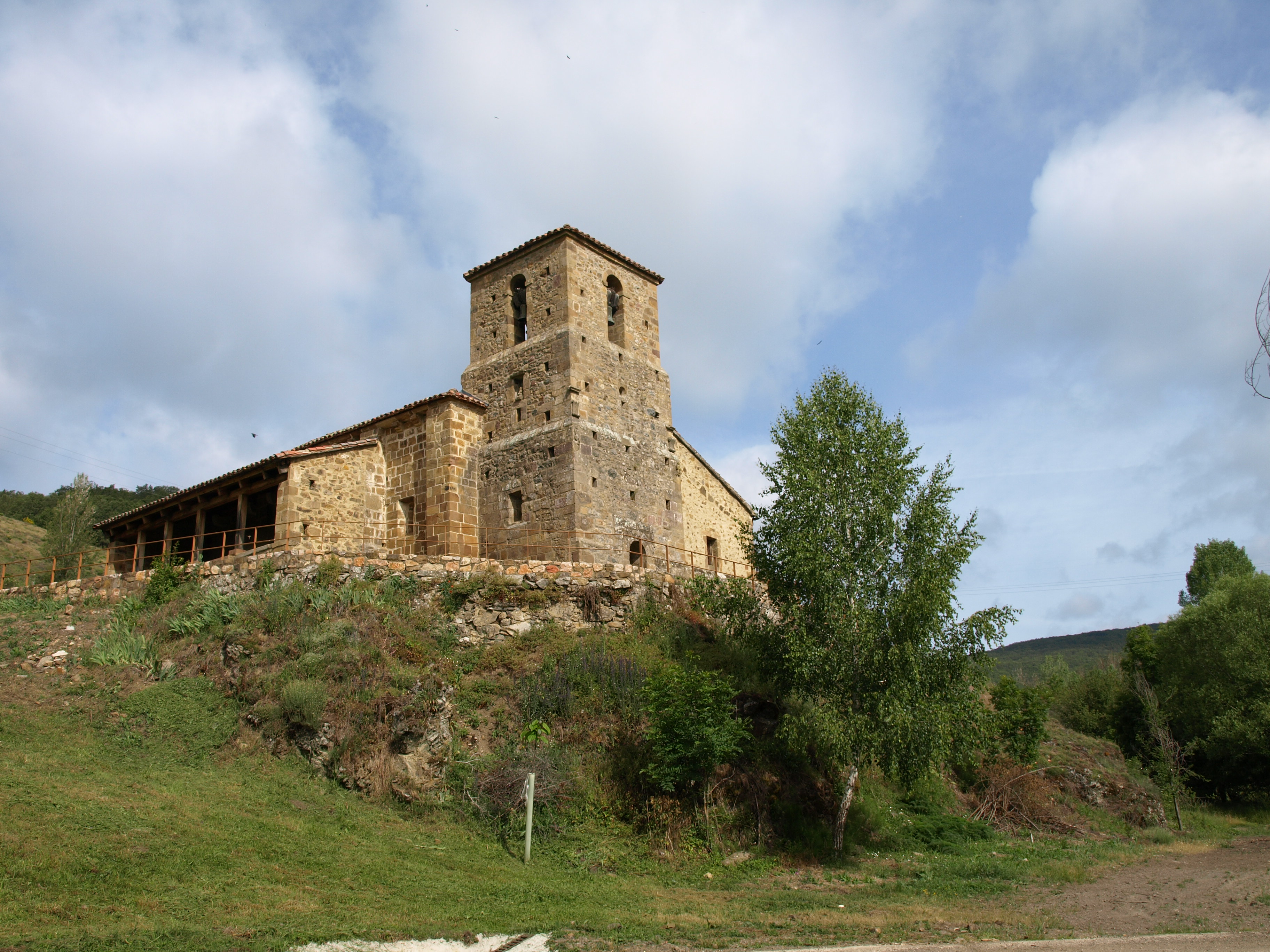
Iglesia de San Martín de Valdetuéjar, Valderrueda, León.

Así se describe a San Martín de Valdetuéjar en el tomo XI del Diccionario geográfico-estadístico-histórico de España y sus posesiones de Ultramar, obra impulsada por Pascual Madoz a mediados del siglo XIX:

Lugar en la provincia y diócesis de León, partido judicial de Riaño, audiencia territorial y capitanía general de Valladolid, ayuntamiento de Renedo. Situado en un valle; su clima es frío pero sano. Tiene unas 18 casas; escuela de primeras letras por temporada; iglesia parroquial (San Martín) servida por un cura de ingreso y libre provisión, y buenas aguas potables. Confina N Renedo; E la Sota; S Prado y Robledo, y O Peñacorada. El terreno es de buena y mediana calidad, y le fertilizan las aguas del río Cea. Los caminos son locales excepto el que dirige a Asturias por el puerto de San Glorio. Producciones: granos, legumbres, lino y buenos pastos; cría ganado de todas clases; caza de varios animales, y pesca de truchas y anguilas. Hay buena madera de roble. Población: 16 vecinos, 66 almas. Contribución: con el ayuntamiento.
Diccionario geográfico-estadístico-histórico de España y sus posesiones de Ultramar

## Lagunas de San Martín
Muy cerca del pueblo se encuentran tres lagunas. Éstas fueron minas a cielo abierto que acabaron llenándose por la filtración de aguas subterráneas.